# Pristine
Pristine (engl.: makellos) ist eine norwegische Hardrock-Band aus Tromsø, die bis einschließlich des vierten Albums als Classic Rock oder Bluesrockformation galt.

## Geschichte
Die Band wurde im Jahre 2006 von der Sängerin, Songschreiberin und Bandleaderin Heidi Solheim gegründet, als sie am Musikkonservatorium in Tromsø Gesang studierte. Das Debütalbum Detoxing erschien im Jahre 2011 über Blues News Records und erreichte Platz 33 der norwegischen Albumcharts. Zwei Jahre später folgte das zweite Album No Regret. Im Jahre 2016 erschien das dritte Studioalbum Reboot, dass als erstes Album der Band auch außerhalb von Norwegen veröffentlicht wurde. Pristine gingen als Vorgruppe der Blues Pills auf Europatournee. Bei den Spellemannprisen 2016 wurden Pristine in der Kategorie Blues nominiert. Ebenfalls 2016 nahm das deutsche Independent-Plattenlabel Nuclear Blast, das auf Metal und Subgenres spezialisiert ist, Pristine unter Vertrag und veröffentlichte 2017 das vierte Studioalbum Ninja. Das Album wurde an nur einem Tag aufgenommen, dazu kamen drei Tage für Overdubs. Am 19. April 2019 erschien das fünfte Studioalbum Road Back to Ruin, das Platz 92 der deutschen Albumcharts erreichte.
Bei ihrer Deutschlandtour im Mai 2019 hatten sie siebzehn ausverkaufte Auftritte in Reihe. Das Rockmagazin eclipsed nannte sie im Mai 2019 "eine der Vorzeigebands des Genres" Hardrock. Ihre Musik besteht aus facettenreichem Rock und Balladen.

## Diskografie

### Alben
- 2011: Detoxing
- 2013: No Regret
- 2016: Reboot
- 2017: Ninja
- 2019: Road Back to Ruin
- 2023: The Lines We Cross

### EP
- 2020: Fireball

### Musikvideos
- 2013: Tell Me
- 2016: Bootie Call
- 2017: Derek
- 2017: You Are the One
- 2017: The Rebel Song
- 2017: Ninja
- 2019: Sinnerman